# Svavelskatt
Svavelskatt är en svensk punktskatt som betalas för svavelinnehållet i många bränslen. Svavelskatt betalas för samma bränslen som är belagda med energiskatt eller koldioxidskatt och dessutom för torvbränsle. Svavelskatt tas inte ut för bränslen som innehåller 0,05 viktprocent svavel eller mindre. Den som begränsar utsläppen av svavel genom att rena avgaserna eller genom att binda svavlet får reducerad skatt. Skatten är cirka 30 kronor per kg svavel.
I USA har problemet lösts genom handel med utsläppsrätter under namnet Acid Rain Program. Därtill finns motsvarande handel för utsläppsrätter av kvicksilver.